# Rice (tijdschrift)
Rice is een internationaal, aan collegiale toetsing onderworpen wetenschappelijk tijdschrift op het gebied van de landbouwkunde. Het wordt uitgegeven door Springer Science+Business Media en verschijnt vier keer per jaar.